# Massas Jucurutu

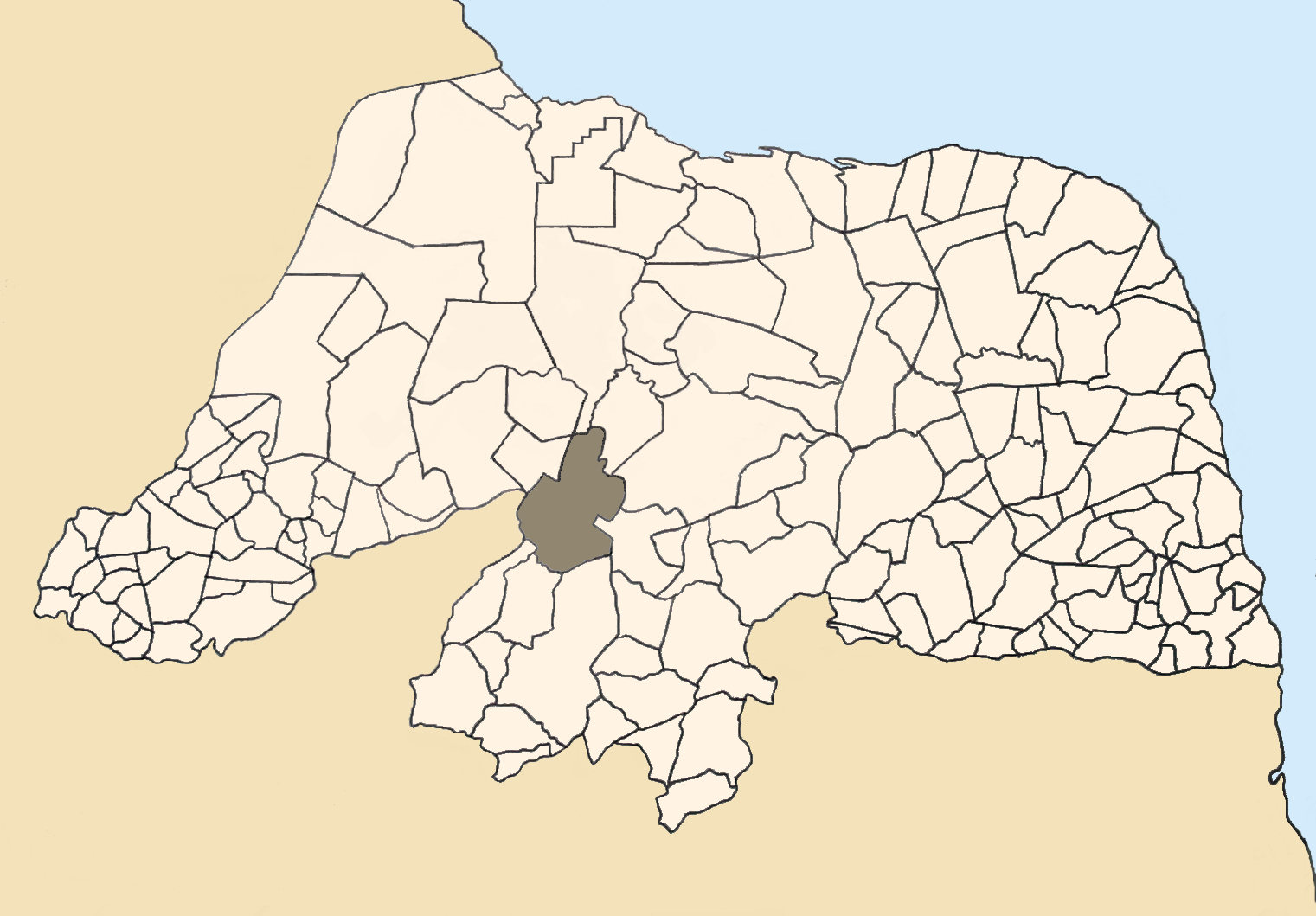
Mapa do município de Jucurutu, Rio Grande do Norte.

Massas Jucurutu é uma corporação de produtos alimentícios e faz parte do grupos de empresas produtoras de massas alimentícias no Brasil em que as regiões Norte e Nordeste lideram em número. Localizada na cidade de Jucurutu, no interior do Rio Grande do Norte, ela foi fundada em 1999 e possui um grande impacto na economia da região.
A empresa é responsável pela produção de diversos produtos, como pães, biscoitos, bolos, salgados e doces. Nas primeiras décadas do século XXI, as Massas Jucurutu são comercializadas por todo o estado norte-rio-grandense e estão presentes no consumo diário de vários potiguares.

## História
Iniciado como uma padaria, produzia apenas bolos e salgados. No entanto, a gama de produtos  logo se expandiu, passando também a produzir massas da marca. Ao longo dos anos a própria estética da fábrica também sofreu transformações, ganhando um design que atrai a atenção das pessoas da cidade de Jucurutu e outras regiões, incentivando o turismo local tanto pela sua imagem quanto pelos produtos.
Após a empresa ganhar estabilidade e público para a marca, começaram a se expandir para outros estados, passando a ser, no início dos anos 2000, uma das maiores indústrias desse ramo, estando presentes em outros estados da região Nordeste, além do Rio Grande do Norte, como a Paraíba, Pernambuco, Alagoas e Maranhão.

## Impacto econômico
Boa parte do funcionamento da fábrica é executado de forma manual, necessitando de grande número de mão de obra. Isso gera uma demanda significativa para empregos e para a valorização da mão de obra.

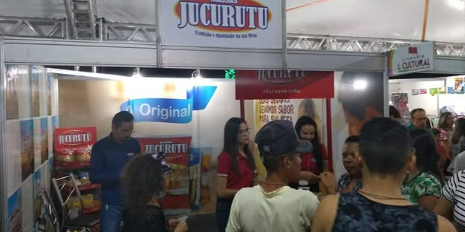
Stand das Massas Jucurutu na Finecap de 2018

A empresa é responsável por uma grande empregabilidade na cidade de Jucurutu, garantindo vagas de serviços na área de produção e de vendas, tendo em torno de 210 pessoas trabalhando nas localidade da fábrica. A empresa costuma expor seus produtos em feiras regionais de consumidores, como na Finecap em Pau dos Ferros/RN e na Fenavale em Assu/RN, fazendo com que a região fique popularmente conhecida.  

## Ingredientes mais utilizados na produção de alimentos
O processo de produção das massas Jucurutu é uma etapa essencial na definição do produto final. Os principais ingredientes utilizados em sua produção, abrangendo tanto os produtos salgados quanto os doces, são água, farinha de trigo, sal, ovos, manteiga e açúcar.

### Etapas do processo de produção

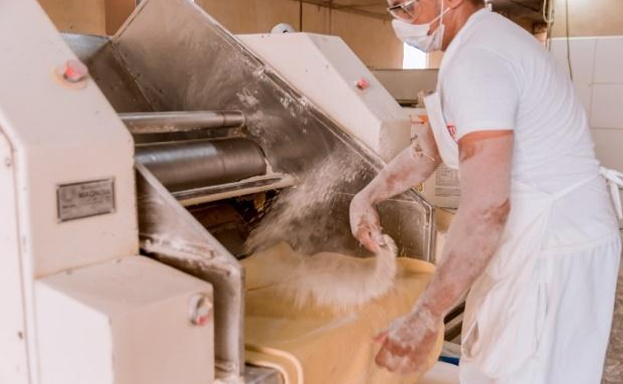
Processo de amassamento na produção de massas na Indústria de Massas Jucurutu

A produção de alimentos feitos de massa abrange as seguintes etapas de maneira mecânica: preparação da matéria-prima, mistura, amassamento, moldagem ou trefilação, seccionamento, secagem, empacotamento e armazenamento. Com a seleção dos ingredientes, inicia-se o processo de produção de massas, seguindo a linha de produção da seguinte forma:
- Mexedora: utilizada para o processo de amassamento, onde a mistura da farinha e água são colocadas em uma bacia de aço inoxidável, que ao girar, com o garfo espiral de aço inoxidável, comprime a massa e realiza o amassamento. Esta é considerada a parte mais importante pois adicionam as quantidades corretas de ingredientes para o produto sair perfeito.[1]
- Cilindro: Após a massa ser amassada, ela e coletada e levada a uma prensa composta por um cilindro automático que tem o objetivo de formatar a massa, até ficar no ponto ideal, compondo uma massa fina e lisa.[1]
- Cortador: Pode-se dizer que essa etapa é essencial, uma vez que é a partir do corte que se define o formato do produto. A massa é cortada no tamanho definido, variando esses cortes quanto a variedade do produto, Esse cortador utilizado possui ranhuras com distâncias definidas para o produto específico que está sendo processado, podendo ser feito também à mão.[1]
- Corte Artesanal: Alguns produtos da indústria são conhecidos por seus formatos específicos. Esses são realizados de forma artesanal, onde entra fortemente a mão de obra humana.[1]
- Forno: Indo para as etapas finais, as massas, ainda cruas, seguem por uma esteira de cerca de 200 metros até o forno, com temperaturas a mais de 250°C. É nessa etapa que a massa esbranquiçada ganha sua coloração e sua consistência se tornando uma massa seca.[1]
- Misturador: Ao sair do forno, alguns produtos, tendo como resultado, por exemplo, as bolachas amanteigadas, precisam passar pelo misturador. É nessa etapa que o giro nas bolachas adiciona mais uma camada de manteiga do sertão, produto que também é produzido em Jucurutu. Em seguida as bolachas são retiradas e colocadas em um recipiente onde ficam enxugando por algum tempo.[1]
- Empacotadora: Definidos todos esses processos, parte-se para a comercialização, a quantidade já é pré-selecionada pelo seu peso e colocada nas suas respectivas embalagens de maneira rápida, sendo um processo majoritariamente automático, definindo, ainda, a conservação de cada alimento, evitando possíveis contaminações no processo de armazenamento alimentício.
- Carregamento: Quando pronto, o produto passa para a parte logística, sendo enviado e entregue a seu respectivo destino, em cargas nos caminhões da frota da empresa onde serão despachadas em várias cidades da região e em outros estados, além dos vários revendedores. Essa etapa influencia no prazo e na viabilidade de custo de entrega.[1]

É conveniente seguir à risca todos os protocolos de higienização, tanto na questão de equipamentos, quanto na de funcionários, sabendo que esses processos envolvem intenso manuseio da massa.

## Reconhecimento e importância
A indústria Massas Jucurutu visa no futuro expandir a venda de seus produtos e fabricação de modo a alcançar toda a região Norte e Nordeste, e com isso se expandir cada vez mais pelo Brasil. A empresa prioriza pontos essenciais, como investimento na melhor matéria prima e no marketing, quebrando as barreiras locais e se expandir para outras regiões do interior do estado e para demais estados do Brasil. Ainda adota estratégias, abrangendo o mantimento de seus produtos a preços baixos para atrair clientes. Possui vários tipos de produtos para agradar a todos os gostos e aumentar o seu alcance de mercado. O foco da empresa está no segmento de massas secas, como um de seus produtos de grande consumo popular, mas produzindo e comercializando também as massas doces.
O marketing foi ressaltado como um dos pontos a serem cada vez mais trabalhados pela empresa, visto que tem dado certo para a indústria e permite a criação de laços com o consumidor, investindo em redes sociais, entendendo a sociedade inserida, conectada pela tecnologia. 
Percebe-se a importância da indústria para o município de Jucurutu, sendo um pilar de grande destaque, tanto na produção de alimentos, quanto no aspecto cultural e turístico, permitindo a geração de empregos e renda do município de Jucurutu, abrangendo o estado do Rio Grande do Norte e a região.